# Wat

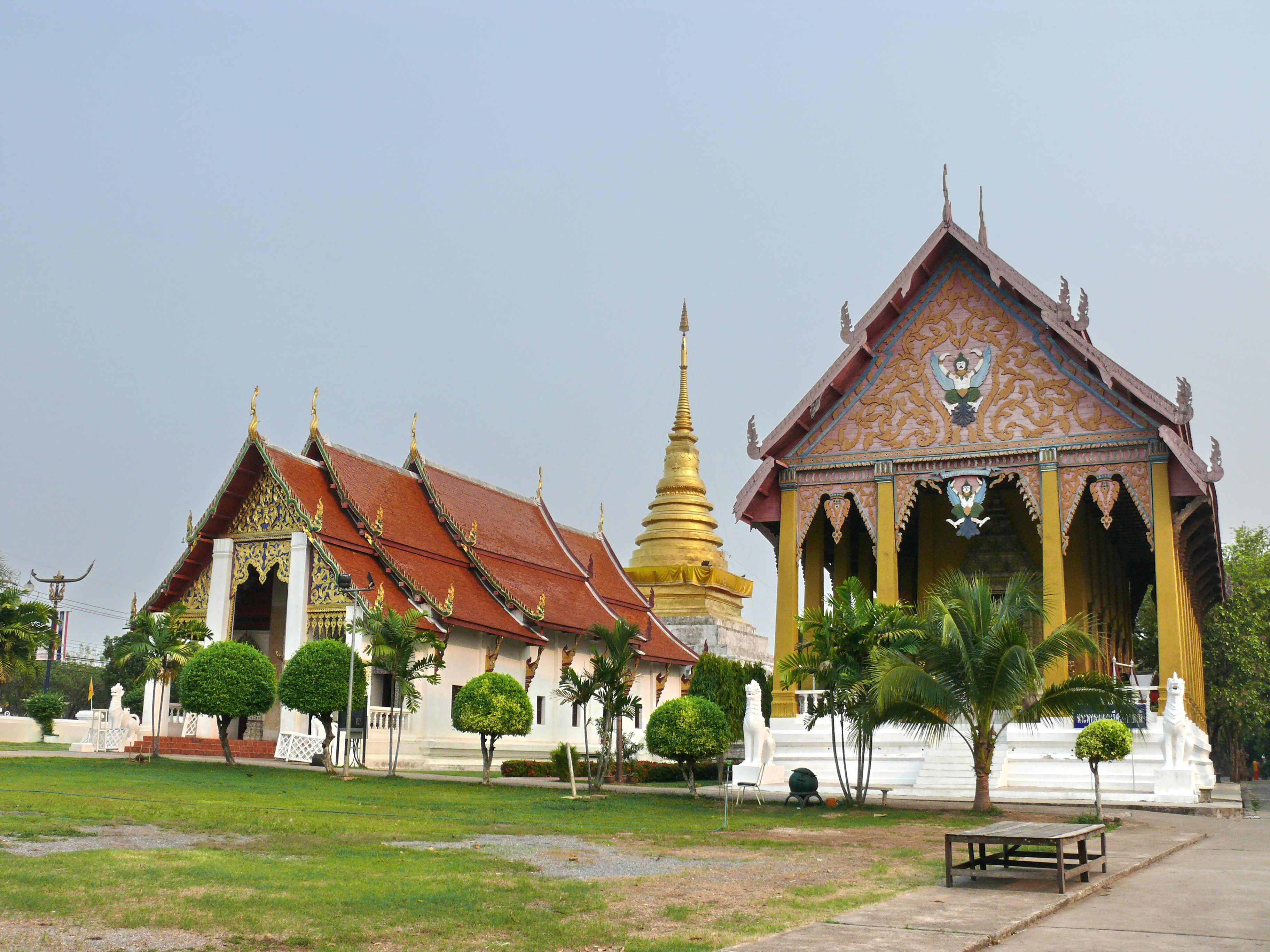
Wat Phra That Chang Kham, Nan.

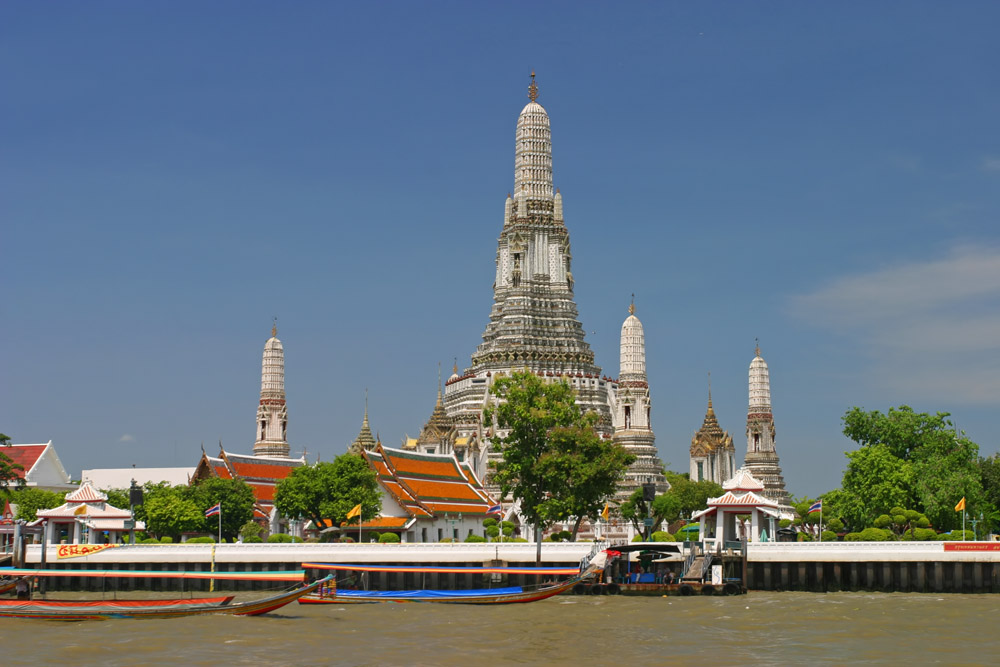
Wat Arun visto desde el río Chao Phraya en Bangkok.

Un wat (jemer វត្ត}}, vôtt [ʋɔət]; laosiano ວັດ, vat [wāt]; tailandés วัด, wat [wát]) es un tipo de templo budista e hinduista en Camboya, Laos, Estado Shan Oriental, Yunnan, la Provincia del Sur de Sri Lanka, y Tailandia.

## Etimología
La palabra "wat" procede del sánscrito vāṭa (devanagari: वाट), que significa "recinto". También deriva del pali vatthu-ārāma (वय्य्हु आराम), de वय्य्हु: vatthu: "lugar" y आराम: ārāma: "sagrado", "monasterio", y que significa "el lugar donde está construido el templo o monasterio". El término tiene distintos significados en cada región; a veces se refiere a un tipo específico de templo reconocido por el gobierno o de grandes dimensiones, y otras veces a cualquier templo budista o hinduista.

## Visión general
Más concretamente, un wat es un recinto sagrado en cuyo interior se levantan los edificios sagrados del budismo Theravada, que comprenden un templo principal, un edificio que alberga una gran imagen de Buda, las dependencias de los monjes y una escuela, además de otras dependencias. En teoría, un lugar budista en el que vivan menos de tres monjes (bhikkhus) no tiene credenciales para llamarse wat, pero en la práctica también se definen como tales los yacimientos arqueológicos de templos antiguos.
En Camboya, un wat es cualquier lugar de culto. "Wat" se refiere generalmente a un lugar de culto budista, pero el término preciso es vôtt pŭtthsasnéa (វត្តពុទ្ធសាសនា) que significa "pagoda budista". Angkor Wat" (អង្គរវត្ត ângkôr vôtt) significa "ciudad de los templos".
En idioma coloquial en Tailandia, wat hace referencia a cualquier lugar de oración con excepción de las mezquitas (สุเหร่า, surao; มัสยิด, matsayit) y sinagogas (โบสถ์ยิว, bot yio). En Tailandia y Laos, los templos chinos, tanto budistas como taoístas, se denominan wat chin (วัดจีน, templo chino) o san chao (ศาลเจ้า; lit. 'santuario'), los hindúes wat khaek (วัดแขก, "templo de invitados", como se llama a los indios) y los cristianos wat kris, wat krit o bot khrit (iglesia cristiana o lit. wat farang (templo de los forasteros occidentales).

## Tipos

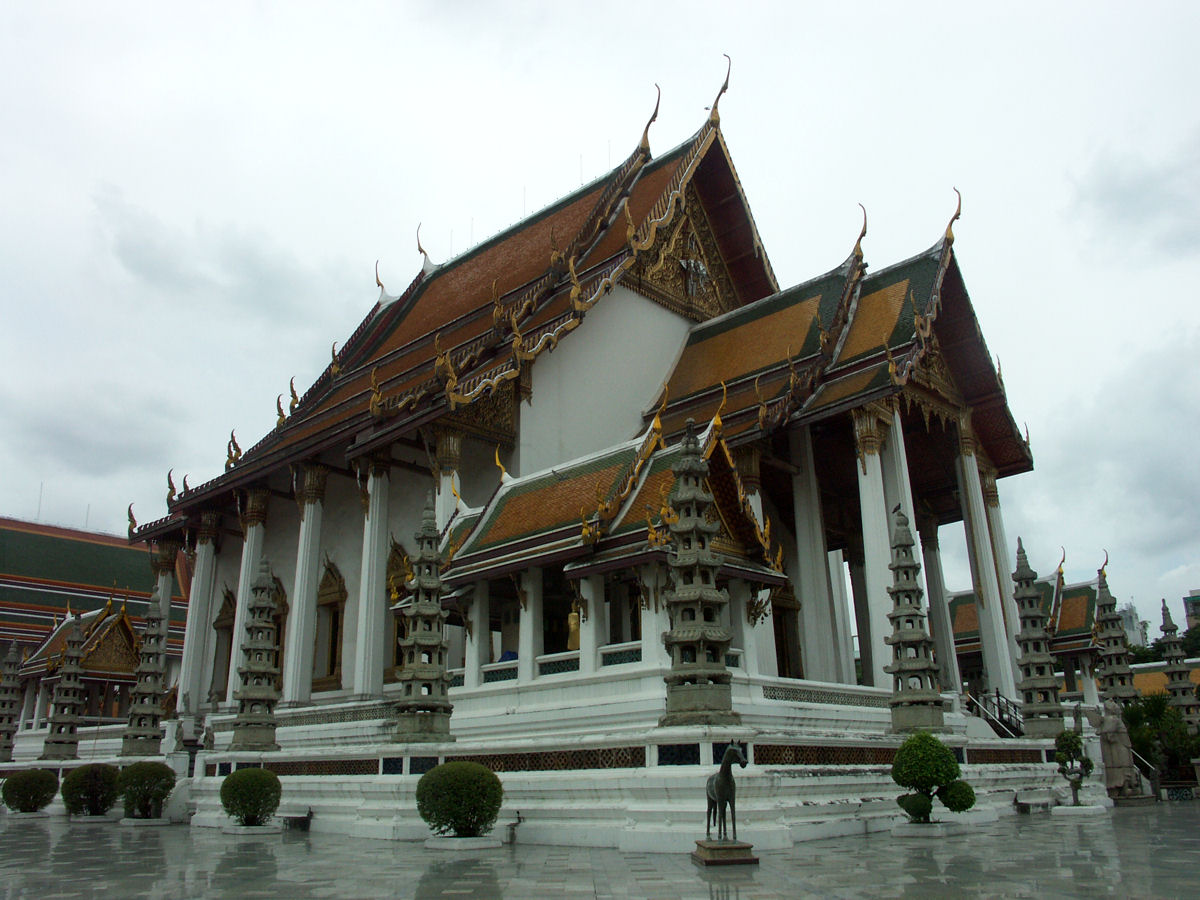
La fachada del Phra Wihan Luang (sala de reuniones), Wat Suthat, Bangkok

Según la ley tailandesa, hay dos tipos de templos budistas tailandeses:
- Wats (วัด; wat) son templos apoyados por el estado y a los que se le ha concedido wisungkhammasima (วิสุงคามสีมา), o la tierra para establecer una sala central, por el rey. Estos templos se dividen en:[4]
  - Templos reales (en tailandés: พระอารามหลวง; phra aram luang): establecidos o apoyados por el rey o los miembros de su familia.
  - Templos públicos (en tailandés: วัดราษฎร์; wat rat): establecidos por ciudadanos particulares. A pesar del término «particular», los templos privados están abiertos al público y son lugares donde se celebran actividades religiosas públicas.
- Samnak song (en tailandés: สำนักสงฆ์): son templos o monasterios sin apoyo del estado y wisungkhamasima. Por ejemplo, Wat Tham Krabok, en Phra Phutthabat, se estableció como samnak song en 1975 y se le concedió el estatus de wat en 2012.[5]

## Organización

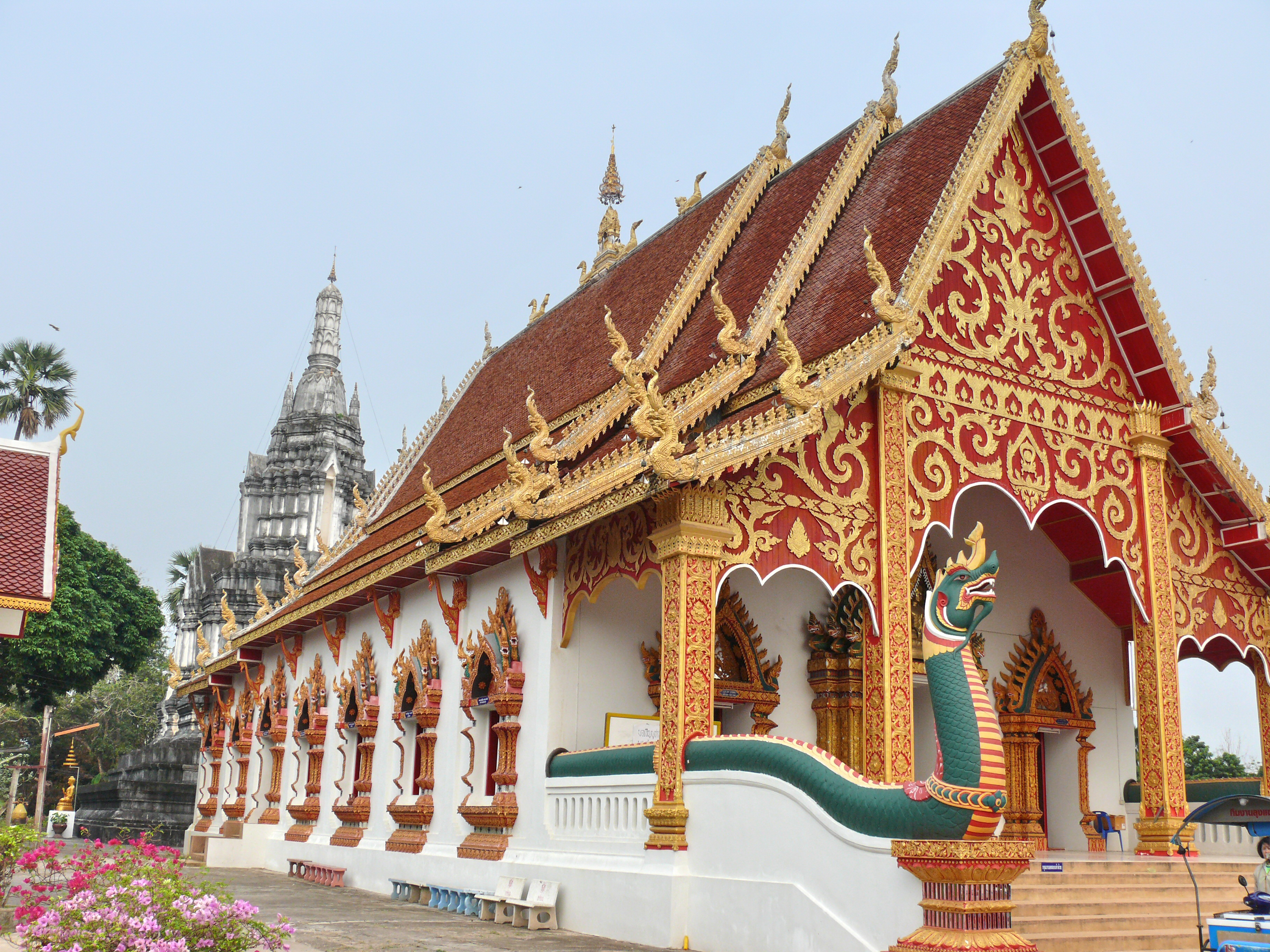
De izquierda a derecha, Chedi y Bôt de Wat Suan Tan, Nan.

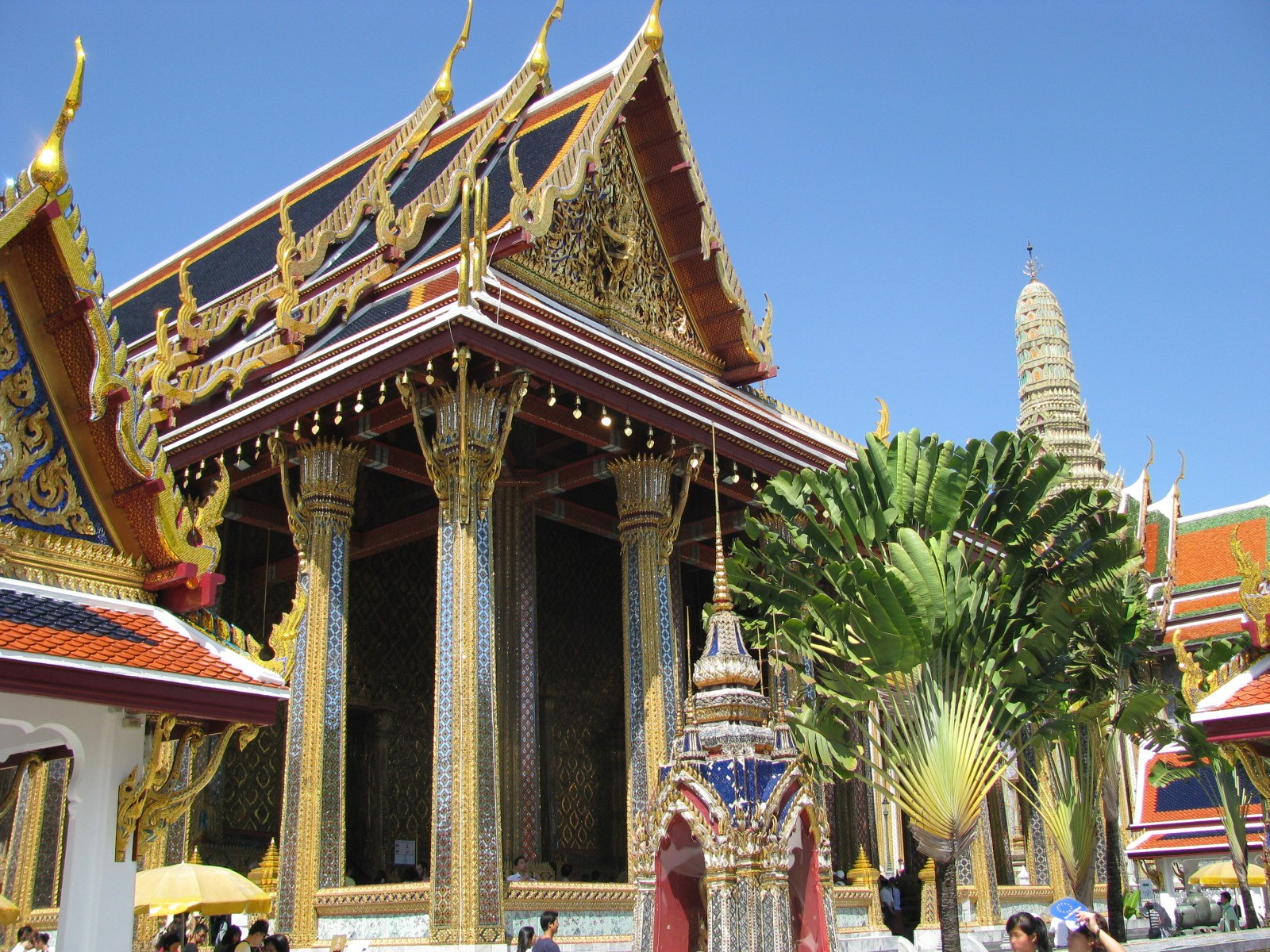
Ubosot del Wat Phra Kaew en Bangkok con los tradicionales chofas en el techo.

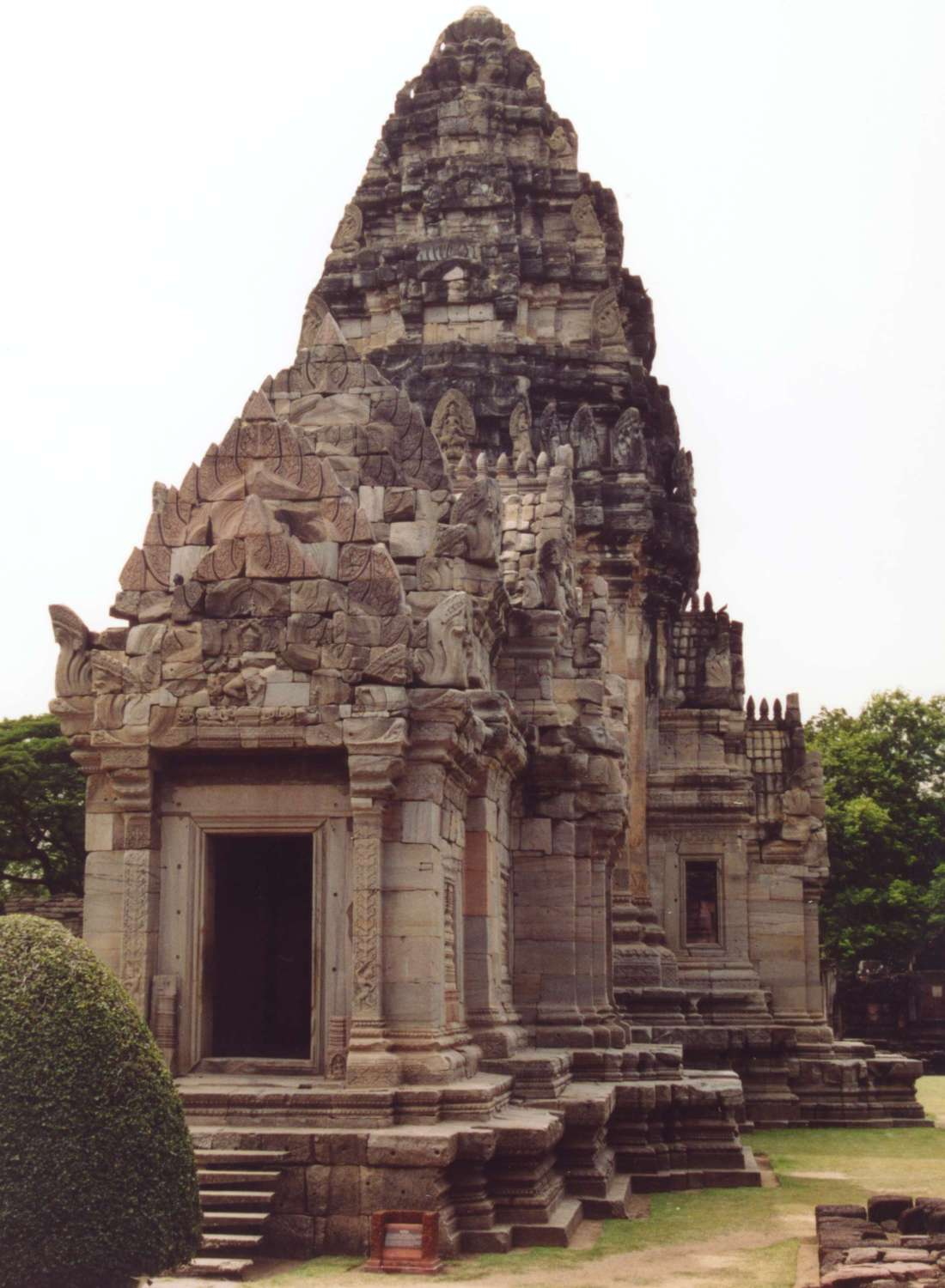
Prang en estilo jemer en el antiguo sitio de Phimai en Tailandia del Nordeste.

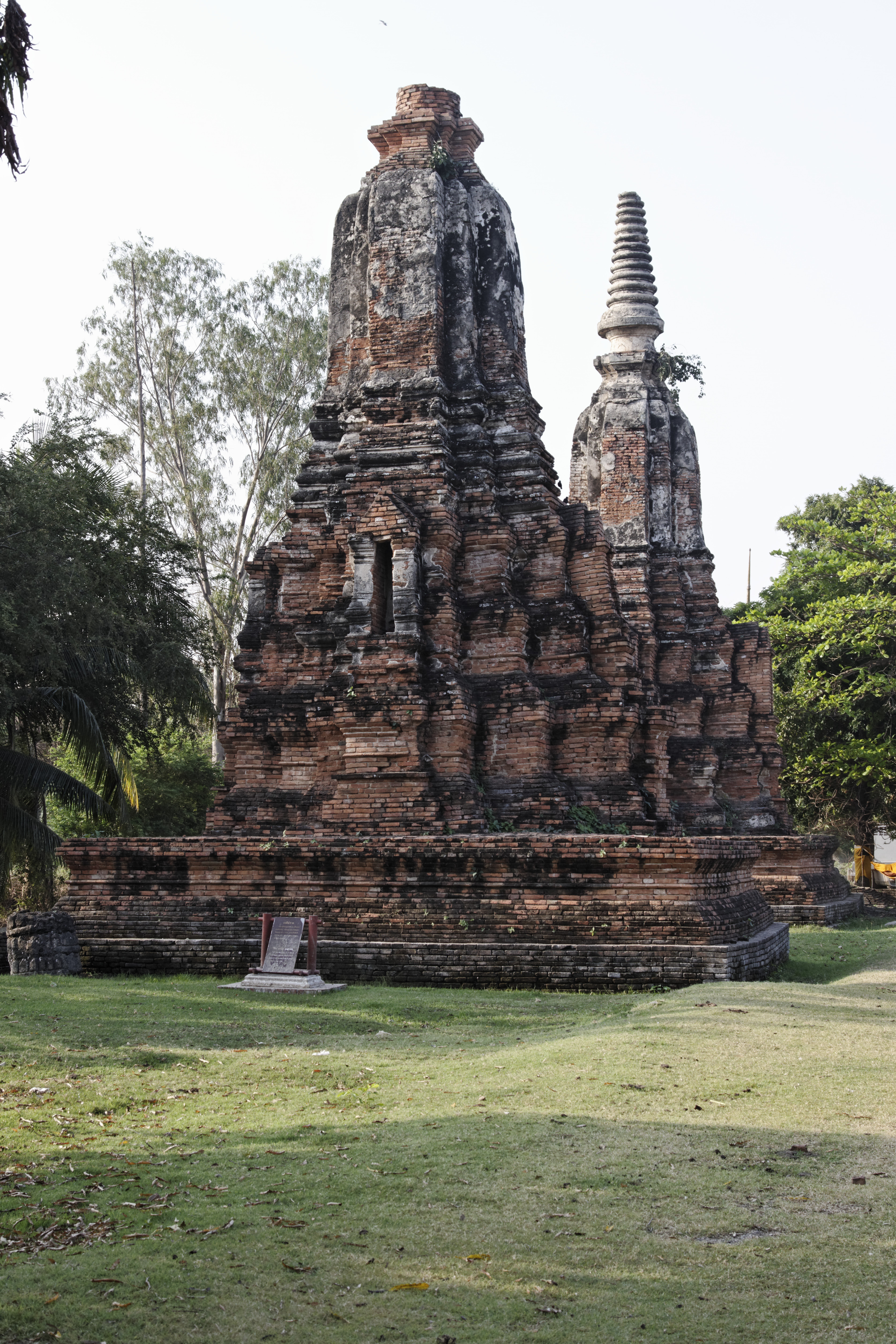
Chedi en estilo jemer del antiguo wat Phu Khao Thong de Ayutthaya, Tailandia.

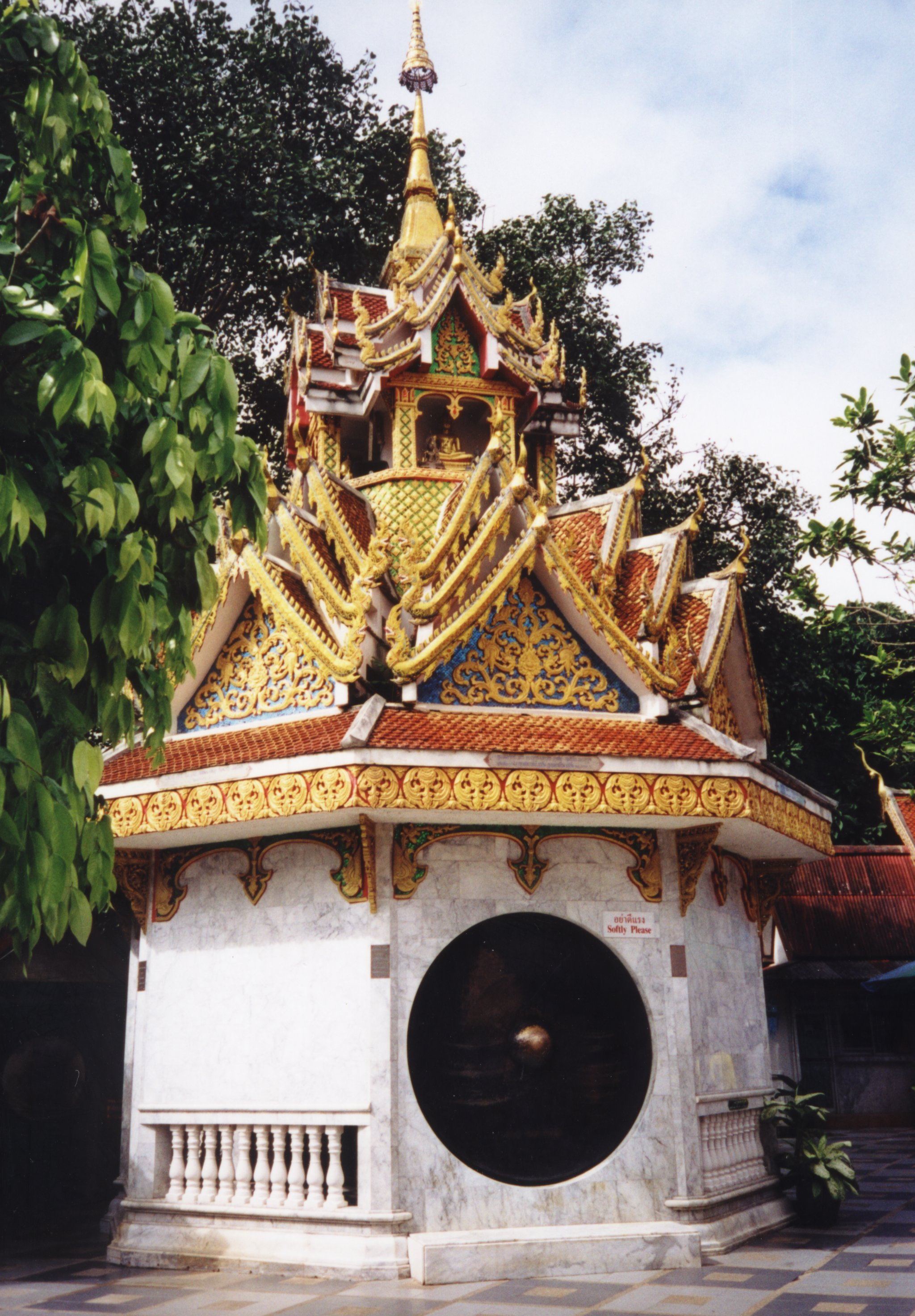
Ho rakang del Wat Phrathat Doi Suthep en Chiang Mai.

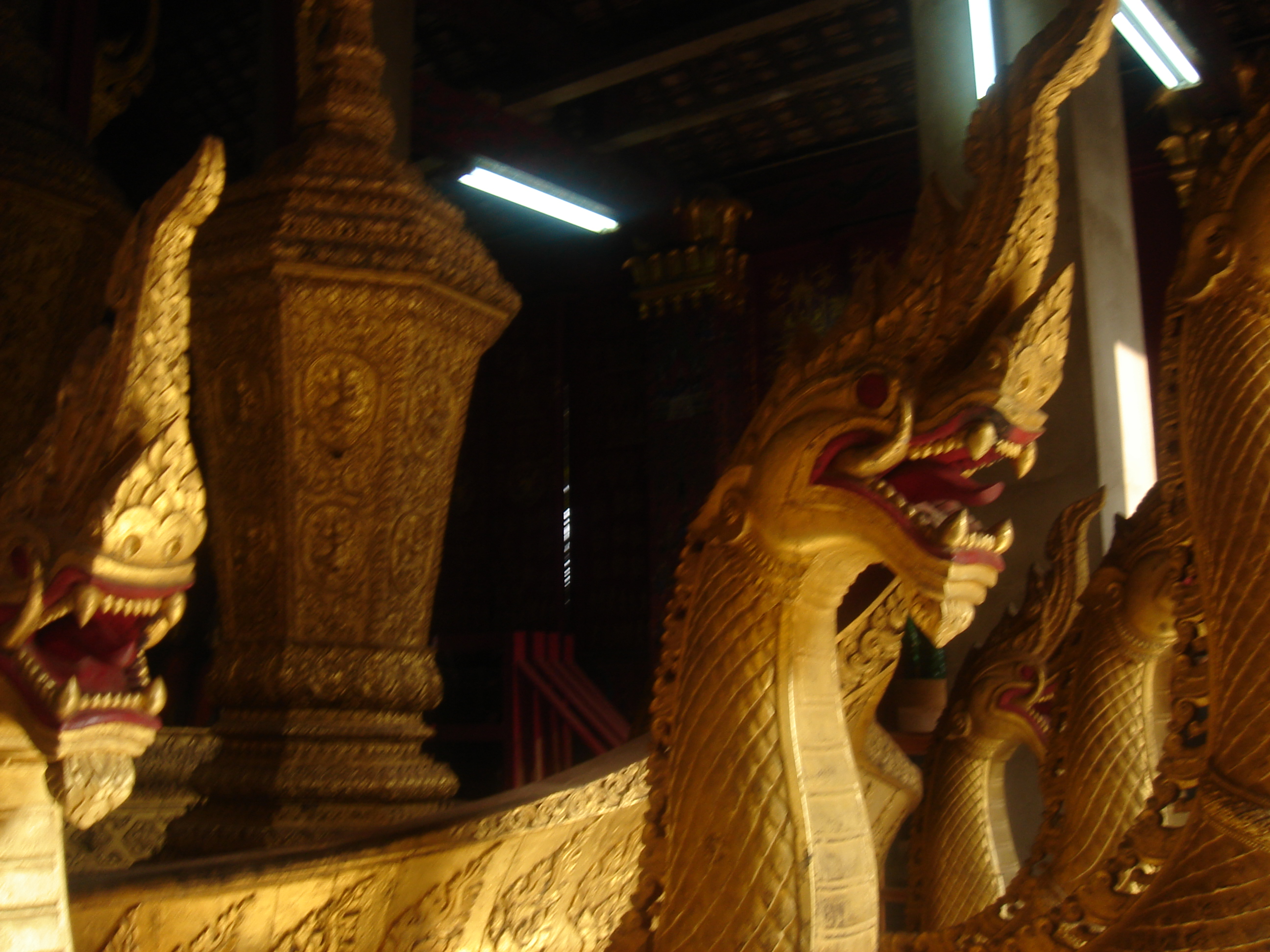
Nagas en los carros funerarios reales en el wat Xieng Thong de Luang Prabang, Laos.

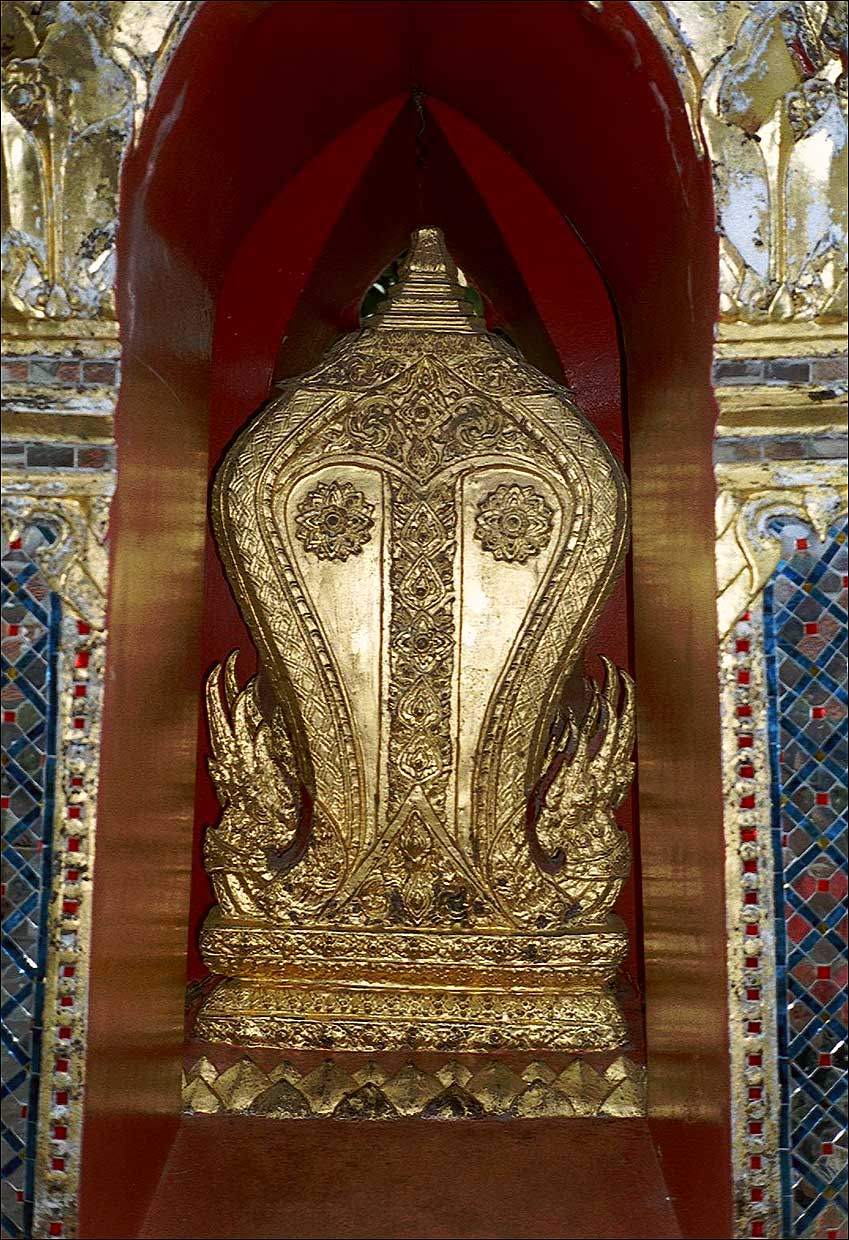
Bai sema con "ojos" en el wat Phra Kaew, Bangkok.

Un templo tipo wat puede comprender los siguientes elementos:

### Bai sema
Los bai sema (tailandés: ใบเสมา) son los marcadores o "mojones" utilizados para delimitar la zona sagrada en un templo budista tailandés. Bai sema en tailandés significa 'hojas de Sema' debido a que la forma de las piedras planas de Sema pretende recordar a algo similar a la forma de las hojas del árbol Bodhi, bajo el cual, Buda alcanzó la iluminación.

### Bot
Bot (tailandés: โบสถ์) o ubosot (tailandés: อุโบสถ; lao: ອຸໂປສົດ, del pali uposatha).
La sala de oración más sagrada, también llamada «sala de ordenación» porque aquí es donde los nuevos monjes toman sus votos. Es un edificio rectangular de ladrillo, cubierto con un marco de madera y un techo de tejas muy inclinado, a veces con varios lados superpuestos. Las ventanas, cuando existen, son pequeñas. Frente a la entrada hay una gran estatua de Buda, sentado en un pedestal. El bot, y por eso es mayormente reconocido, está rodeado por ocho piedras angulares, las estelas sema (o sima), a menudo decorado con una rueda de la ley (dharmacakra) y destinado a desviar las fuerzas del mal. Cuatro de ellas se sitúan en cada esquina del bot y las otras cuatro, en cada punto cardinal. Una novena estela sima está enterrada bajo el bot. Arquitectónicamente es similar a la vihara, pero más decorado, con la diferencia de las ocho piedras angulares colocadas alrededor del bot para alejar el mal. En la Camboya actual, este tipo de edificio se considera vihear. Antes se llamaba Ubaosathakea o Rorng Ubaosoth (jemer: ឧបោសថាគារ ឬ រោងឧបោសថ). Su acceso suele estar reservado a los monjes, permitiendo rara vez la entrada de los laicos.

### Chantakhara
Chantakhara (tailandés: ชันตาฆร), sala donde se guardan el fuego y el agua.

### Chedi
Chedi o estupa (tailandés: เจดีย์, del sánscrito chaitya , "templo"), Chedei (jemer: ចេតិយ) o That en Laos. 
Es el relicario, generalmente cónico o en forma de campana, que a veces contiene reliquias de Buda. Muchas estupas camboyanas están construidas al estilo de un santuario de un templo. Las urnas que contienen las cenizas de los muertos cremados se guardan aquí y sirven como monumentos conmemorativos para esos antepasados.
La forma de campana alargada en la parte superior, con una aguja y una superficie lisa se importó de la arquitectura clásica de Sri Lanka. En Camboya suele tener forma de pirámide esbelta con una superficie ornamentada, que la arquitectura jemer tomó prestada de la arquitectura clásica hindú en la época de los primeros reinos camboyanos en el I milenio a. C., cuando el hinduismo era la religión del Estado. El estilo jemer se utilizó a menudo para la construcción de templos en Tailandia en la época de Ayutthaya y Rattanakosin, y en el sur de Laos entre los siglos XII y XV, cuando esta parte del país estaba bajo dominio jemer.

### Chofa
Los chofa(h)s son remates en forma de cuerno que se colocan en los extremos de la línea de cumbrera y de los aleros de los tejados de los templos. Tienen forma de sinuosas aves y representan la cabeza del místico Garuda, un ser mitad águila, mitad hombre de origen hindú y mitologías budistas, que es el emblema de Tailandia. Son muy característicos de los templos tailandeses y contribuyen en gran medida a su atractivo general. También se pueden encontrar en el patio del wat, en este caso tienen adosadas campanaa que suenan cuando se levanta viento.

### Hang hong
Los hang hongs son adornos en forma de colas de cisne.

### Ho klong
Ho klong (tailandés: หอกลอง), torre del tambor.

### Ho rakang
Ho rakang o Ho rakhang (tailandés: หอระฆัง), campanario.

### Ho trai
Ho trai o hor trai (tailandés: หอไตร: jemer: ហោត្រ័យ; lao: ຫໍໄຕ;), biblioteca del wat donde se conservan los escritos budistas. Para evitar que las termitas dañen los textos, tanto el mondop como el hor trai pueden estar rodeados por un estanque.

### Mondop
Mondop (tailandés: มณฑป; jemer: មណ្ឌប, del sánscrito mandapa) es, habitualmente, un edificio cuadrado abierto por los lados, recubiertos por cuatro bóvedas y un techo piramidal, utilizado para albergar los textos o los objetos religiosos de culto.

### Mongkut
Los mongkuts son remates en forma de aguja que parecen un tocado utilizado como corona real.

### Naga
Nāga es una palabra sánscrita (नाग) que significa serpiente. En los wats suele haber representaciones de Muchalinda, la serpiente sagrada que según la tradición budista protegió a Buda cuando recibió la Iluminación, a menudo colocadas en los antepechos de las escaleras que conducen al ubosot y al vihan o en otros lugares del wat. En la tradición camboyana prebudista, las nagas también tenían un significado real, y en la arquitectura jemer a menudo se las representaba con gran pompa.

### Prang
Las prang son torres ornamentadas que en la tradición hindú camboyana servían para albergar estatuas de divinidades en la celda inferior, a la que sólo solía tener acceso el gobernante. Con el auge del budismo, se convirtieron en relicarios con la misma función que la estupa y también fueron adoptadas por la arquitectura sagrada siamesa y laosiana en los periodos de Ayutthaya y principios de Rattanakosin. En los templos más importantes, el chedi y el prang coexisten, como en Wat Arun y Wat Phra Kaew de Bangkok.

### Sala
La sala (tailandés: ศาลา; jemer: សាលា; lao: ສາລາ, del sánscrito shala, "escuela") es una estructura en forma de pabellón, abierto, donde la gente puede tomar un descanso durante las visitas a los templos o realizar diversas actividades. Se puede encontrar fuera del propio wat.
Los salawats son pequeños pabellones abiertos por los lados y diseminados por los patios que pueden utilizarse para meditar y para relajarse o protegerse del sol y la lluvia. En algunos wats hay versiones más grandes, donde los monjes aprenden las enseñanzas sagradas, que toman el nombre de sala kan parian, que significa "sala para aprender teología budista", que se enseña en pali, la antigua lengua indoaria utilizada en la liturgia del budismo theravada. La sala song (tailandés: ศาลาสรง) es donde los monjes reciben las bendiciones con agua bendita. La sala bonn (jmer: ឧបដ្ឋានសាលា ឬ សាលាបុណ្យ) o sala wat (tailandés: ศาลาวัด) es donde las personas se reúnen para hacer una donación o para ceremonias.

### Watcha Kudi
Watcha Kudi (tailandés: วัจจกุฎี), Wachak Kod (jmer: វច្ចកុដិ) o than (lao: ຖານ; Thai: ถาน) es un váter.

### Wihan
Wihan (lao: ວິຫານ, del sánscrito vihara, "morada"), viharn  (tailandés: วิหาร) o vihear (jmer: វិហារ) es un salón de actos o de reuniones y de oración, arquitectónicamente semejante al bot, pero sin las estelas sema y menos decorada. De manera amplia, un viharn puede ser cualquier sala grande donde, usualmente, se permite la entrada a los laicos. Puede contener la imagen de Buda. Los wats de meditación estricta pueden no tener viharn pero, los más grandes, pueden tener varios.
Los monjes vivían originalmente en el wihan. Sus habitaciones (incluidas sus celdas, las kuti) están hoy separadas de los edificios sagrados.